# Ita Maria Eisenring
Pour les articles homonymes, voir Eisenring.
Ita Maria Eisenring, née le 22 février 1927 et morte le 8 août 2009, est un juge suisse du canton de Saint-Gall. 
Elle est la première femme à occuper, en 1974, un poste de juge à plein temps dans un tribunal cantonal et à présider, en 1979, un tribunal cantonal.

## Biographie

### Origines et famille
Ita Maria Eisenring naît le 22 février 1927. 
Son père, Theodor Eisenring, est avocat à Rorschach et conseiller national conservateur catholique ; sa mère, née Maria Schuler, est la fille du conseiller d'État et député au Conseil des États Josef Maria Schuler. Son grand-père paternel est le juriste et conseiller national Johann Baptist Eisenring (de).
Elle a un frère cadet, Hans Eisenring (de), devenu président de la direction générale des Chemins de fer fédéraux suisses,.

### Études et parcours professionnel
Après une brillante maturité gymnasiale, Ita Maria Eisenring entame des études de germanistique, d'histoire et de sciences bibliothécaires à l'Université de Zurich. Elle les interrompt cependant pour se diriger vers une branche qui lui semblait moins coupée du monde réel, le droit.
Elle travaille à partir de 1955 comme juriste et assistante sociale auprès du ministère public saint-gallois. Quatre ans plus tard, le Conseil d'État saint-gallois la nomme procureur extraordinaire, soit le poste le plus élevé auquel elle pouvait prétendre à une époque où les femmes n'avaient pas le droit de vote en Suisse. Celui-ci devient une réalité dans son canton en 1972, et elle est nommée procureur ordinaire la même année,, après être devenue chef du parquet des mineurs en 1962.
En 1974, elle est nommée juge ordinaire au Tribunal cantonal, sous les couleurs du Parti démocrate-chrétien, s'imposant face à quatre autres candidats et devenant la première femme à occuper un poste de juge à plein temps dans un tribunal cantonal en Suisse. Elle est également la première femme à présider un tribunal cantonal, en 1979,. Elle démissionne pour raisons de santé en 1985.
Elle s'investit tout particulièrement en faveur du nouveau droit des mineurs.
Une fois à la retraite, elle est chargée par le canton d'enquêter sur des abus commis dans un foyer pour enfants à Mogelsberg.

### Mort
Elle meurt le 8 août 2009, à l'âge de 82 ans, des suites d'une hémorragie cérébrale causée par un accident.